# Aiguaviva
Aiguaviva è un comune spagnolo di 496 abitanti situato nella comunità autonoma della Catalogna.